# Kölner Bucht

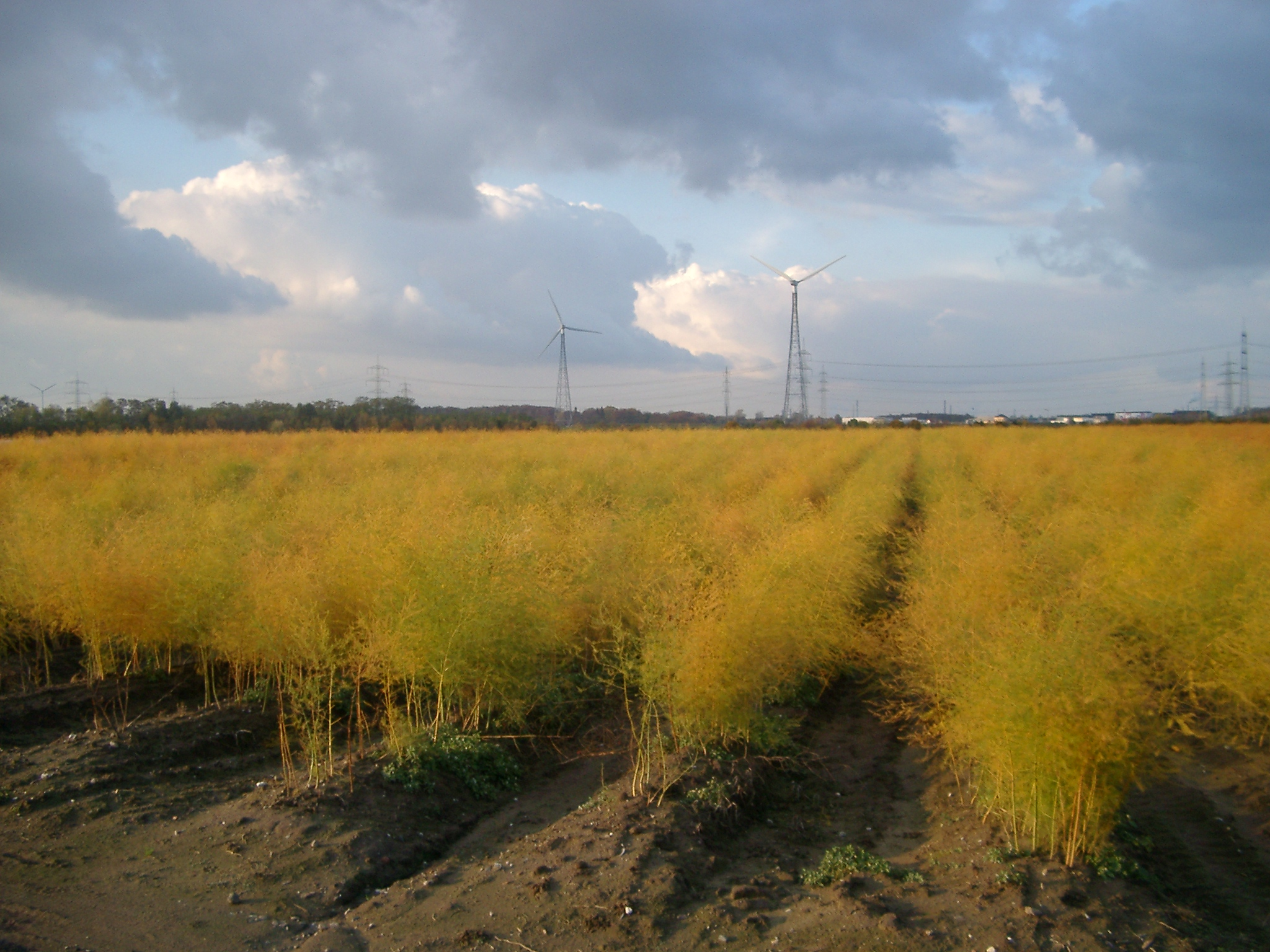
Cultură de asparagus în Sechtem

Kölner Bucht este denumită regiunea dintre orașele Bonn, Aachen, Düsseldorf și Neuss care prezintă o mare densitate a populației. Regiunea este situată în partea de sud-vest din Nordrhein-Westfalen și mărginește sudul Depresiunii Rinului și zona de trecere a depresiunii în Masivul Șistos Renan, iar la vest se află regiunea Vorgebirge.
Kölner Bucht este înconjurat pe malul stâng al Rinului de Hohen Venn și Eifel, iar pe malul drept de Bergisches Land. La sud și sud-est se înalță Munții Șistoși de pe Rin, continuat cu localitatea Königswinter și munții Siebengebirge. la nord vest sunt deschiderile văilor Rinului și Maasului, în nord găsindu-se Münsterland cu Westfälische Bucht.